# Arcadia Lakes
Arcadia Lakes es un pueblo ubicado en el condado de Richland en el estado estadounidense de Carolina del Sur. El pueblo en el año 2000 tiene una población de 882 habitantes en una superficie de 1.7 km², con una densidad poblacional de 654.9 personas por km². 

## Geografía
Arcadia Lakes se encuentra ubicado en las coordenadas 34°3′1″N 80°57′51″O / 34.05028, -80.96417. Según la Oficina del Censo, el pueblo tiene un área total de 1,7 km² (0,7 mi²), de la cual 1,3 km² (0,5 mi²) es tierra y 0,3 km² (0,1 mi²) (18.46%) es agua.

### Localidades adyacentes
El siguiente diagrama muestra a las localidades en un radio de 12 kilómetros (7,5 mi) de Arcadia Lakes.

## Demografía
En el 2000 la renta per cápita promedia del hogar era de $66 382, y el ingreso promedio para una familia era de $79.179. El ingreso per cápita para la localidad era de $37.762. En 2000 los hombres tenían un ingreso per cápita de $56 125 contra $35 682 para las mujeres. Alrededor del 2.90% de la población estaba bajo el umbral de pobreza nacional. 